# 阿马涅 (杜省)
阿马涅（法語：Amagney，法語發音：[amaɲɛ]）是法国杜省的一个市镇，属于贝桑松区。

## 地理
阿马涅（47°18'18"N, 6°9'6"E）面积13.13 平方千米，位于法国勃艮第-弗朗什-孔泰大區杜省，该省份为法国东部内陆省份，北起上索恩省，西接汝拉省，东部及东南部与瑞士接壤，东北部与贝尔福地区省接壤。
与阿马涅接壤的市镇（或旧市镇、城区）包括：沙蒂永吉约特、诺维拉尔、普利涅-吕桑、罗什莱博普雷、蒂斯、韦尔、马尔绍-绍德方丹。

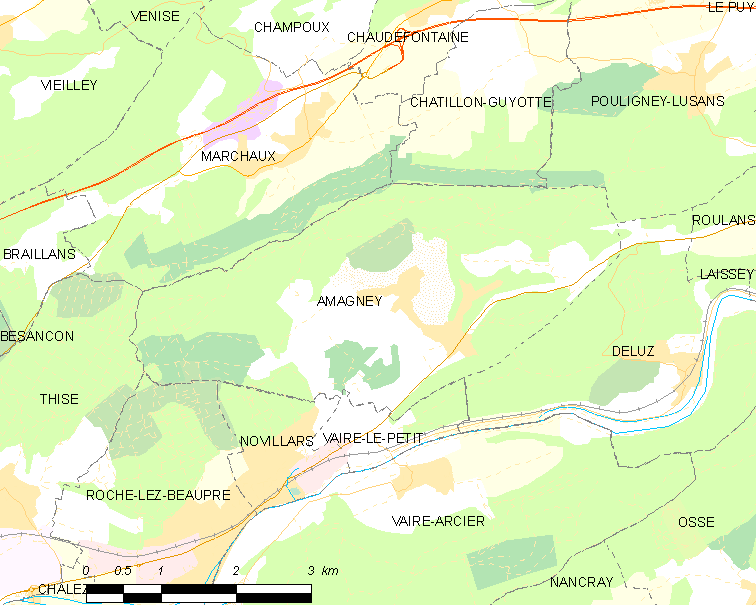
的OSM定位图

阿马涅的时区为UTC+01:00、UTC+02:00（夏令时）。

## 行政
阿马涅的邮政编码为25220，INSEE市镇编码为25014。

## 政治
阿马涅所属的省级选区为贝桑松第五县。

## 人口

1962-2008年间人口变化图示

阿马涅于2022年1月1日时的人口数量为937人。